# 贷款市场报价利率
贷款市场报价利率（英語：Loan Prime Rate，简称），最初称为贷款基础利率，是中国大陸贷款利率参考基准，由中国人民银行授权全国银行间同业拆借每月20日定期公布，目前提供一年期和五年期以上两个期限品种，由各报价行按公开市场操作利率（主要指中期借贷便利利率）加点形成的方式报价计算得到，代表金融机构对其最优质客户执行的贷款利率，其他贷款利率可根据借款人的信用情况，调整抵押、期限、利率浮动方式和类型等要素，在贷款市场报价利率基础上加减点确定。
2013年10月25日，贷款基础利率集中报价和发布机制正式运行。2019年8月16日，中国人民银行发布公告，决定改革完善贷款市场报价利率，自2019年8月20日起，每月20日授权全国银行间同业拆借中心发布报价，在地位上将逐渐取代传统贷款基准利率，为中国大陆地区的商业银行贷款提供定价参考。

## 历史沿革
2013年10月25日，中国人民银行宣布贷款基础利率集中报价和发布机制正式运行，全国银行间同业拆借中心每个工作日根据首批9家报价行报价计算出加权平均利率并发布，仅提供一年期品种利率。首次发布的贷款基础利率为5.71%，此后伴随资金面趋紧一路小幅攀升至5.77%。2015年10月26日，随着资金面大幅宽松，大幅下调为4.30%后维持近两年半，2018年4月8日微涨至4.31%后一直持续至2019年8月。
2019年8月16日，中国人民银行发布公告，自2019年8月20日起，授权全国银行间同业拆借中心于每月20日（遇节假日顺延）9时30分公布贷款市场报价利率，在原一年期品种基础上增设五年期以上品种，扩大报价行范围至18家，利率计算方法由加权平均调整为算术平均，并明确各银行应将贷款市场报价利率做为新发放贷款定价主要参考标准，并在浮动利率贷款合同中采用贷款市场报价利率作为定价基准。2019年8月20日，中国人民银行改革完善贷款市场报价利率形成机制后，全国银行间同业拆借中心首次发布新的贷款市场报价利率，一年期品种利率由4.31%降至4.25%，新增的五年期品种利率为4.85%，上述两个期限利率较同期限基准利率分别低10个bp和5个bp，相当于实现一次非对称降息。当天，兴业银行与星展银行完成了第一笔贷款市场报价利率衍生品交易。
2020年8月12日，工商银行、建设银行、农业银行、中国银行和邮政储蓄银行同时发布公告，将于同年8月25日起对批量转换范围内的个人住房贷款统一调整为贷款市场报价利率定价方式。批量转换完成后，若对转换结果有异议，可于2020年12月31日（包含當天）前通过相关渠道取消贷款市场报价利率定价方式。

## 利率形成机制

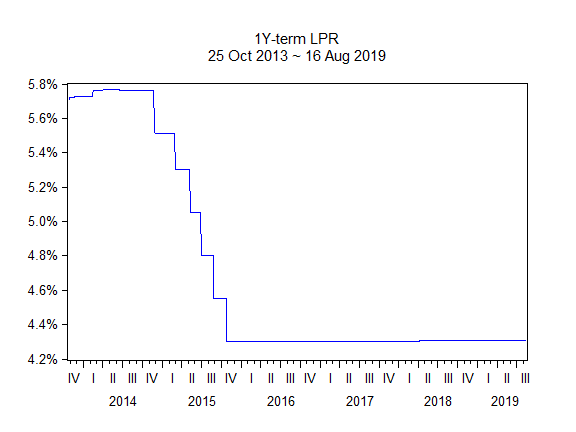
2013年10月25日至2019年8月16日一年期 LPR 走势（基于旧利率报价机制）

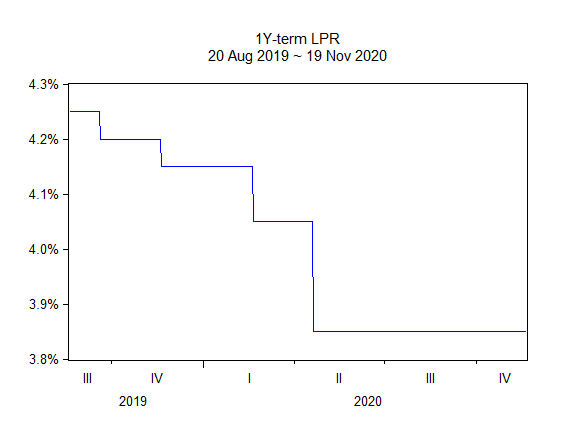
2019年8月20日至2020年11月19日一年期 LPR 走势（基于新利率报价机制）

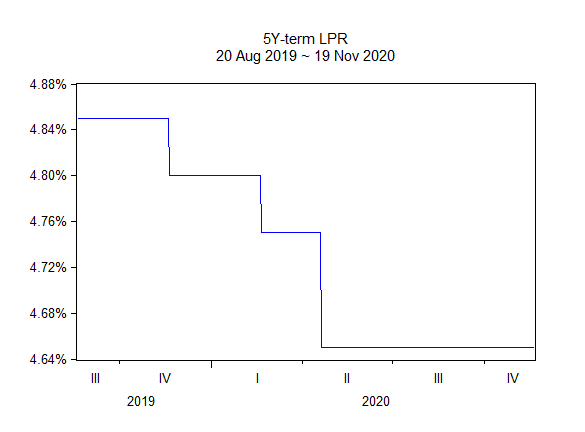
2019年8月20日至2020年11月19日五年期以上 LPR 走势（基于新利率报价机制）

### 利率期限品种
- 一年期（2013年10月25日-至今）
- 五年期以上（2019年8月20日-至今）

### 2013年10月25日-2019年8月19日
贷款基础利率报价行于每个工作日上午11点前通过全国银行间同业拆借中心提供的报价系统完成报价，以年利率（%）对T+0起息的贷款利率进行报价，保留百分号后4位小数，计息基准为Act/360。全国银行间同业拆借中心收到各报价行报价后，剔除最高、最低各1家报价后，将剩余报价作为有效报价，以各有效报价行上季度末人民币各项贷款余额占所有有效报价行上季度末人民币各项贷款总余额的比重为权重，进行加权平均计算，得出贷款基础利率报价平均利率，并于当日上午11点30分通过上海银行间同业拆放利率网对外发布 。
2019年8月16日，中国人民银行决定对贷款市场报价利率形成机制进行调整，2019年8月19日原机制下的LPR停报一天，8月20日将首次发布新报价机制产生的LPR。

### 2019年8月19日-至今
贷款市场报价利率报价行根据本行对最优质客户的贷款利率，于每月20日上午9点前，按公开市场操作利率（主要指中期借贷便利利率）加点形成的方式，以5个基点为最小单位，向全国银行间同业拆借中心报价。全国银行间同业拆借中心去掉最高和最低报价后算术平均，向0.05%的整数倍就近取整计算得出贷款市场报价利率，于当日上午9点30分对外公布。

## 报价行
截至2020年10月末，贷款市场报价利率的报价行共计18家，涵盖大型国有银行、全国性股份制银行、城市商业银行、农村商业银行、外资银行及民营银行，详细名单见下表。
| 类型             | 银行            | 进入日期（首次参与报价日期） |
| ---------------- | --------------- | ---------------------------- |
| 大型国有商业银行 | 工商银行        | 2013-08-25                   |
| 大型国有商业银行 | 农业银行        | 2013-08-25                   |
| 大型国有商业银行 | 中国银行        | 2013-08-25                   |
| 大型国有商业银行 | 建设银行        | 2013-08-25                   |
| 大型国有商业银行 | 交通银行        | 2013-08-25                   |
| 全国性股份制银行 | 中信银行        | 2013-08-25                   |
| 全国性股份制银行 | 浦发银行        | 2013-08-25                   |
| 全国性股份制银行 | 兴业银行        | 2013-08-25                   |
| 全国性股份制银行 | 招商银行        | 2013-08-25                   |
| 全国性股份制银行 | 民生银行        | 2017-01-03                   |
| 城市商业银行     | 西安银行        | 2019-08-20                   |
| 城市商业银行     | 台州银行        | 2019-08-20                   |
| 农村商业银行     | 上海农商行      | 2019-08-20                   |
| 农村商业银行     | 广东顺德农商行  | 2019-08-20                   |
| 外资银行         | 渣打银行 (中国) | 2019-08-20                   |
| 外资银行         | 花旗银行 (中国) | 2019-08-20                   |
| 民营银行         | 微众银行        | 2019-08-20                   |
| 民营银行         | 网商银行        | 2019-08-20                   |